# 신혜숙
신혜숙(申惠淑, 1957년 11월 29일~)은 대한민국의 피겨스케이팅 선수, 지도자이다. 일본 센슈 대학에서 유학하면서 피겨스케이팅 훈련을 받았으며, 대한민국 국가대표로 1980년 동계 올림픽에 참가했다. 은퇴 후에는 지도자로 활동하여 김연아와 차준환 등 대한민국 국가대표 피겨스케이팅 선수의 코치를 맡았다.